# Amable Floquet
Pour les articles homonymes, voir Floquet.
Amable Floquet, né le 9 juillet 1797 à Rouen et mort le 3 août 1881 au château de Formentin, est un bibliothécaire et historien français spécialiste de la Normandie.

## Biographie
Floquet fait son droit à la Faculté de Caen et est admis, en 1829, au barreau de sa ville natale. Il fait partie de la première promotion de 1821 de l’École royale des chartes, où il entre en qualité d’élève pensionnaire en 1822 après la démission de Gustave Marin-Darbel. D'abord greffier en chef près la Cour royale de Rouen de 1828 à 1843, il est ensuite employé au département des Manuscrits de la Bibliothèque royale.
Il consacre les dernières années de sa vie à des recherches sur la vie et l’œuvre de Bossuet.
On lui doit un certain nombre de découvertes archéologiques, et plusieurs ouvrages sur la Normandie et le XVIIe siècle. Il était le doyen des correspondants de l’Académie des inscriptions et belles-lettres : son élection datait de 1839.

## Publications
- Histoire du privilège de Saint-Romain, 1833, 2 vol. in-8o ;
- Anecdotes normandes, 1838, in-8° ; réédition posthume avec une biographie et des notes de Charles de Beaurepaire, 1883 ;
- Histoire du Parlement de Normandie, 1840-1843, 7 vol. in-8o, pour laquelle il eut le grand Prix Gobert en 1842 ;
- Diaire, ou Journal du chancelier Séguier en Normandie après la sédition des nu-pieds (1639-1640) et documents relatifs à ce voyage et à la sédition, 1842, in-8o ;
- La Charte aux Normands, 1843, in-8° ;
- Études sur la vie de Bossuet jusqu’à son entrée en fonctions en qualité de précepteur du dauphin, 1855, 3 vol. in-8o, couronné par l’Académie des inscriptions ;
- Bossuet, précepteur du dauphin, fils de Louis XIV, et évêque à la Cour, 1864, in-8o.

Floquet avait publié, dès 1828, un choix d’Œuvres inédites de Bossuet, in-8o, et collaboré aux Mémoires de l’Académie de Rouen, à la Bibliothèque de l’École des chartes, à la Revue rétrospective, etc. Floquet a laissé deux volumes inédits intitulés : In Extremis, recueil de morceaux choisis des orateurs sacrés, des Pères de l’Église et de l’Écriture sainte, et d’autres recueils fruits de ses lectures.

## Sources
- Gustave Pawlowski et Henri Stein, Polybiblion : revue bibliographique universelle, t. 32, Paris, Aux bureaux de la revue, 1881, p. 267.